# Nemzeti Bajnokság I 2009-10
La Nemzeti Bajnokság I 2009-10 fue la 108.ª temporada de la Primera División de Hungría. El nombre oficial de la liga fue Soproni Liga por razones de patrocinio. La temporada inició el 24 de julio de 2009 y finalizó el 23 de mayo de 2010. El campeón fue el club Debreceni VSC, que consiguió su 5° título de liga, el segundo consecutivo después del título logrado la temporada anterior.
Los dieciséis clubes en competencia disputan dos ruedas con un total de 30 partidos disputados por club. Al final de la temporada, los dos últimos clasificados descienden y son sustituidos por los campeones de los dos grupos de la NB2, la segunda división de Hungría.

## Equipos
BFC Siófok y Rákospalotai EAC terminaron la temporada 2008/09 en los dos últimos lugares y por lo tanto fueron relegados a sus respectivas divisiones en la NB2.
Los dos equipos descendidos fueron reemplazados por los campeones de los dos grupos de la NB2 2008/09, Ferencváros Budapest del grupo "Este", que vuelve a Primera división después de tres temporadas y el Lombard-Pápa TFC, del grupo "Oeste".
| Club                  | Ciudad         | Estadio                  | Capacidad |
| --------------------- | -------------- | ------------------------ | --------- |
| Budapest Honvéd FC    | Budapest       | Bozsik Stadion           | 10.000    |
| Debreceni VSC         | Debrecen       | Stadion Oláh Gábor Út    | 9.640     |
| Diósgyőri VTK         | Miskolc        | DVTK Stadion             | 11.000    |
| Ferencvárosi TC       | Budapest       | Stadion Albert Flórián   | 18.100    |
| Győri ETO FC          | Győr           | ETO Park                 | 16.000    |
| Kaposvári Rákóczi FC  | Kaposvár       | Stadion Rákóczi          | 7.000     |
| Kecskeméti TE         | Kecskemét      | Széktói Stadion          | 6.300     |
| Lombard-Pápa TFC      | Pápa           | Stadion Várkerti         | 4.500     |
| MTK Budapest          | Budapest       | Estadio Nándor Hidegkuti | 7.700     |
| Nyíregyháza Spartacus | Nyíregyháza    | Városi Stadion           | 10.000    |
| Paksi SE              | Paks           | Stadion PSE              | 4.950     |
| Szombathelyi Haladás  | Szombathely    | Stadion Rohonci Út       | 12.000    |
| Újpest FC             | Budapest       | Estadio Ferenc Szusza    | 13.501    |
| Vasas SC              | Budapest       | Stadion Rudolf Illovszky | 12.000    |
| Videoton FC           | Székesfehérvár | Stadion Sóstói           | 15.000    |
| Zalaegerszegi TE      | Zalaegerszeg   | ZTE Arena                | 9.000     |

## Tabla de posiciones
- Al final de la temporada, el campeón se clasifica para la segunda ronda previa de la UEFA Champions League 2010-11. Mientras que el segundo y tercer lugar en el campeonato más el campeón de la Copa de Hungría disputarán la UEFA Europa League 2010-11. En este caso, el campeón de Copa fue el Debrecen, pero como ya se clasificó para la UEFA Champions League, toma su lugar el finalista Zalaegerszegi TE.

|                 |     | Equipo                   | PJ | PG | PE | PP | GF | GC | DG  | PTS |
| --------------- | --- | ------------------------ | -- | -- | -- | -- | -- | -- | --- | --- |
| Clasificó a UCL | 1.  | Debreceni VSC (C)        | 30 | 20 | 2  | 8  | 63 | 37 | +26 | 62  |
| Clasificó a UEL | 2.  | Videoton FC              | 30 | 18 | 7  | 5  | 59 | 31 | +28 | 61  |
| Clasificó a UEL | 3.  | Győri ETO FC             | 30 | 15 | 12 | 3  | 38 | 18 | +20 | 57  |
|                 | 4.  | Újpest Budapest          | 30 | 17 | 4  | 9  | 49 | 39 | +10 | 55  |
| Clasificó a UEL | 5.  | Zalaegerszegi TE         | 30 | 15 | 8  | 7  | 59 | 45 | +14 | 53  |
|                 | 6.  | MTK Budapest             | 30 | 12 | 7  | 11 | 52 | 41 | +11 | 43  |
|                 | 7.  | Ferencváros Budapest (A) | 30 | 10 | 11 | 9  | 34 | 35 | −1  | 41  |
|                 | 8.  | Haladás Szombathely      | 30 | 10 | 9  | 11 | 46 | 49 | −3  | 39  |
|                 | 9.  | Honvéd Budapest          | 30 | 9  | 11 | 10 | 38 | 35 | +3  | 38  |
|                 | 10. | Kecskeméti TE            | 30 | 10 | 7  | 13 | 50 | 56 | −6  | 37  |
|                 | 11. | Lombard Pápa (A)         | 30 | 10 | 5  | 15 | 39 | 50 | −11 | 35  |
|                 | 12. | Kaposvári Rákóczi        | 30 | 8  | 8  | 14 | 38 | 50 | −12 | 32  |
|                 | 13. | Vasas Budapest           | 30 | 8  | 7  | 15 | 39 | 61 | −22 | 31  |
|                 | 14. | Paksi SE                 | 30 | 7  | 10 | 13 | 31 | 44 | −13 | 31  |
| Descendió       | 15. | Nyíregyháza Spartacus    | 30 | 6  | 9  | 15 | 41 | 60 | −19 | 27  |
| Descendió       | 16. | Diósgyőri VTK            | 30 | 4  | 5  | 21 | 31 | 56 | −25 | 17  |

- (C) Campeón de la Copa de Hungría.
- (A) Club ascendido la temporada anterior.

|  | Clasificado para la UEFA Champions League 2010-11. |
|  | Clasificado para la UEFA Europa League 2010-11.    |
|  | Descenso a la Nemzeti Bajnokság II.                |

## Máximos goleadores
| Jugador           | Club                             | Goles |
| ----------------- | -------------------------------- | ----- |
| Nemanja Nikolić   | Kaposvári Rákóczi FC Videoton FC | 18    |
| André Alves       | Videoton FC                      | 15    |
| Péter Kabát       | Újpest FC                        | 14    |
| Artjoms Rudņevs   | Zalaegerszegi TE                 | 14    |
| Adamo Coulibaly   | Debreceni VSC                    | 14    |
| János Lázok       | Vasas SC                         | 13    |
| Tibor Montvai     | Kecskeméti TE                    | 12    |
| Tarmo Kink        | Győri ETO                        | 12    |
| Attila Tököli     | Paksi SE                         | 11    |
| Fouad Bouguerra   | Nyíregyháza Spartacus            | 10    |
| Péter Czvitkovics | Debreceni VSC                    | 10    |